# Office national d’études et de recherches aérospatiales
ONERA (fr. Office national d'études et de recherches aérospatiales, Krajowe Biuro Studiów i Badań Aeronautycznych) – główny francuski ośrodek badawczy w sektorze lotniczym, kosmicznym i obronnym, integrujący różne dyscypliny i technologie z tych dziedzin. Przez ONERA przeszło wiele programów lotniczych: projekty Ariane, Falcon, Rafale, Airbus, pociski, śmigłowce, silniki, radary itp.
Pod opieką Ministerstwa Obrony ten publiczny zakład przemysłowo-handlowy (EPIC) dysponuje budżetem około 230 mln euro, z czego połowa pochodzi z dotacji państwowych, i zatrudnia około 2000 osób, w większości naukowców, inżynierów i techników. ONERA dysponuje znacznymi zasobami badawczymi i obliczeniowymi, w szczególności największą flotą tuneli aerodynamicznych w Europie. Prezes jest powoływany przez Radę Ministrów na wniosek Ministra Obrony Narodowej.